# Откровение Иоанна Богослова, 13
Откровение Иоанна Богослова, Глава 13 — тринадцатая глава Книги Апокалипсиса (13:1—18), в которой появляются два Зверя Апокалипсиса — Зверь из моря и Зверь из земли.

## Структура
- Зверь из моря (1-10)
  - Дракон дает Первому зверю власть (2)
  - Первый зверь исцеляется от раны (3)
  - Поклонение Первому зверю (4)
  - Сражение со святыми (7)
- Зверь из земли (11-18)
  - Поклонение Первому зверю (12)
  - Второй зверь совершает чудеса (13)
  - Второй зверь делает образ Первого зверя (14)
  - Поклонение образу Первого зверя (15)
  - Печать антихриста, Число зверя (16-18)

Первая часть первого стиха этой главы «И стал я на песке морском» (13:1) в Синодальном, большинстве английских переводов и проч., оказалась переведенной ошибочно. В исходном варианте, см. например, современный перевод на русский язык, это — последний стих предыдущей главы с другой семантикой — «И стал дракон на берегу моря» (12:18), что является ошибкой какого-то раннего переписчика.

## Содержание
Из моря выходит Зверь с 10 рогами и 7 головами, и 10 диадимами, похожий на барса (леопарда), с ногами медведя и пастью льва. Красный Дракон (из прошлой главы) дает ему свою силу, престол и великую власть. Одна из его голов смертельно ранена, но её исцеляют.
После этого люди земли совершают поклонение Дракону, а затем — поклонение Зверю из моря. Этот зверь получает власть на 42 месяца. Он получает право хулить Бога, сразиться с народом Божьим и победить его. Ему поклоняются все жители земли, чьи имена не записаны в книгу Агнца.
Затем из земли выходит второй Зверь — с рогами, как у Агнца, но говорящий как дракон. Его власть — от первого Зверя, он действует от его имени и заставляет всех жителей земли поклониться первому Зверю же. Зверь из земли совершает знамения и чудеса, а также приказывает людям сделать изображение Зверя из моря. Это изображение может убивать всех, кто ему не поклоняется. Зверь из земли заставляет всех поставить начертание на правую руку или лоб, и никому нельзя будет ни покупать, ни продавать, кроме того, кто имеет это начертание, или имя зверя, или число имени его.

### Упомянуты
- Звери Апокалипсиса
  - Зверь, вышедший из моря (Первый зверь)
  - Зверь, вышедший из земли (Второй зверь)
- Число зверя
- Печать Антихриста

## Толкование
Море, водная стихия, является символом богоборческих начал; человек, стоящий на его берегу — стоит словно на берегу бездны, из которой приходят сатанинские силы. Срок в 42 месяца — очередная цифра, заимствованная из апокалиптических книг, из апокрифов и Книги Даниила (Дан 7,25; 8,9-14), см. Время, времена и полувремени, она обозначает некий период гонения на Церковь, который все-таки будет иметь конец.
Сброшенный с небес в предыдущей главе Сатана, зная, что его время коротко, пытается причинить как можно больше вреда и для этого передает свою власть и силу Первому зверю.
Образ «зверя» встречается ещё в Ветхом Завете для обозначения «царства» (Дан. 7:23). Эта параллель усиливается упоминанием того факта, что у Первого зверя Апокалипсиса и зверя из пророчества Даниила по 10 рогов (Дан. 7:7). 10 рогов имеет и Красный Дракон (Отк. 12:3). Далее у Даниила и в Апокалипсисе 10 рогов означают соответствующее количество царей (Дан. 7:24; Отк. 17:12).
Существуют различные мнения относительно того, кого следует подразумевать под этими зверями. Наиболее распространённые версии:
1. звери представляют собой Сатану и Антихриста или же лжепророка; первый из них — Антихрист, второй — его помощник или ученик;
2. звери представляют собой власть языческого Рима (в богословии претеризма); первый из них — папство, второй — власть, которая поддерживает его

В раннем христианстве преобладали версии о связи этого пророчества с другими пророчествами об Антихристе. Версия о папстве была разработана протестантами во время Реформации в рамках богословской школы историцизма. Позже эти пророчества были истолкованы католическими богословами (Франциско Ривера, (Мануэль Лакунза) как относящимися к будущему, к более отдалённым временам. Это истолкование получило название футуризм и приобрело популярность не только в среде католиков, но и в среде современных протестантов.
В книге подчеркивается, что Первому зверю поклонились только те, чьи имена ранее не были записаны в Книге жизни у Агнца, то есть не всё человечество, а лишь неверущие в Христа.

### Зверь, вышедший из моря
При описании Зверя автор книги использует выражения, восходящие к книге пророка Даниила, где описываются 4 больших зверя, вышедших из моря, непохожих один на другого (Дан. 7:3): первый — как лев … (Дан. 7:4), второй, похожий на медведя (Дан. 7:5), … ещё зверь, как барс … и четыре головы были у зверя сего (Дан. 7:6), … зверь четвёртый, страшный и ужасный и весьма сильный; … и десять рогов было у него (Дан. 7:7). Эти звери символизируют империи, которым противостоит Царство Сына Человеческого (Дан 7,3-6) — персидскую (барс с 4 крыльями), халдейскую (лев с орлиными крыльями), мидийскую (медведь) и эллинистическую империи.
У Зверя есть признаки всех четырёх зверей: пасть льва, ноги медведя, туловище барса и 10 рогов четвёртого зверя из книги Даниила Объединяя в себе признаки четырёх животных, зверь, вышедший из моря, по своей сути напоминает истукана, увиденного Навуходоносором во сне и символизировавшего будущую историю всех мировых государств (Дан. 2: 31-45). Новый зверь, объединяет черты четырёх животных Даниила, и это значит, что новая мировая империя включает в себя свойства всех предыдущих, то есть это Римская империя. И Рим в данном тексте является прообразом царства антихриста, прообразом царства, которое делает все, противоположное Царству Божию.
У Зверя из моря одна голова смертельно ранена, но потом она оказывается исцеленной, и именно она — главный враг. Возможно, это символ римского императора, который умер, а потом считался воскресшим — Неро редививус или воскресшего Нерона (см. также Лже-Нерон).
Богохульные имена, начертанные на коронах Первого зверя — возможно, титулы римских императоров, которые сами по себе были кощунством, начиная с первых титулов Августа (само слово «август», или по-гречески «себастос», значит «священный, дающий благословение»).
Позже, в 17-й главе, автор подробнее описывает первого Зверя и разъясняет смысл символов.
В христианском богословии Зверь из моря считается одним из названий антихриста в Новом Завете, где он также назван человеком греха, сыном погибели (2Фес. 2:3).

### Зверь, вышедший из земли
О нём написано сравнительно немного. Говорится о том, что он «имел два рога, подобные агнчим, и говорил как дракон». Библейское значение рога в пророчествах — это царь или царство, поэтому основной акцент в толковании образа Второго Зверя делается на том, что два рога должны символизировать двух царей или два царства.
Это помощник Первого зверя, лжепророк. Он руководит душами обитателей плохого царства, и при этом подобен Агнцу Христу (у него такие же рога). «Это как бы карикатура, гротеск на Агнца, закланного в начале мира, это тень Христа, пародия на Него», он тоже творит чудеса и является посланником — но уже Сатаны.
Существует узкое, конкретное толкование этого персонажа — в этой трактовке это просто какое-то реальное историческое лицо, которое жило вдалеке от моря, что и подчеркивается утверждением, что он «из земли» (а Зверь из моря символизирует Италию, окруженную морями). Возможно, в то время в Малой Азии некто, чье имя не сохранилось в письменных источниках, проповедовал какую-то антихристианскую религию. Однако демоны издавна появлялись в древних текстах по парам, где один символизировал воду, а другой сушу (левиафан / бегемот).
Есть версия, что он символизирует всю совокупность провинциальной власти и жречества, служивших культу цезаря и заставлявших христиан поклоняться ему. То, что он говорит «как дракон» — возможно, имеется в виду, «как змий», то есть как Змий Искуситель.

### Образ зверя, начертание и число зверя
Каждому будет наложено (на правую руку или на чело) «начертание, или имя зверя, или число имени его». Число зверя в тексте Откровения названо «числом человеческим», и это число — «666».
В христианском богословии «начертание» (или другими словами — «печать», «знак») зверя рассматривается как противоположность печати Божьей, как пародия на аналогичный знак принадлежности верующего к Церкви. «Начертание зверя» на правой руке или на лбу связывают с текстом из книги Второзаконие «и навяжи их в знак на руку твою, и да будут они повязкою над глазами твоими» (Втор.6:8,9), буквальное понимание этих слов стало основанием священного иудейского обычая иметь иудеям при молитве на левой руке и на лбу филактерии, поэтому начертание зверя могут рассматривать как своего рода пародия этого обычая, как знак (клеймо, печать), указывающий на принадлежность зверю.
В претеризме видели связь числа зверя с Нероном: при написании семитскими буквами (которые имели цифровое обозначение) слов «кесарь» и «Нерон» получилось число 666.